# 軽米バイパス

軽米バイパス（かるまいバイパス）は、延長約3.4kmの国道395号バイパスである。

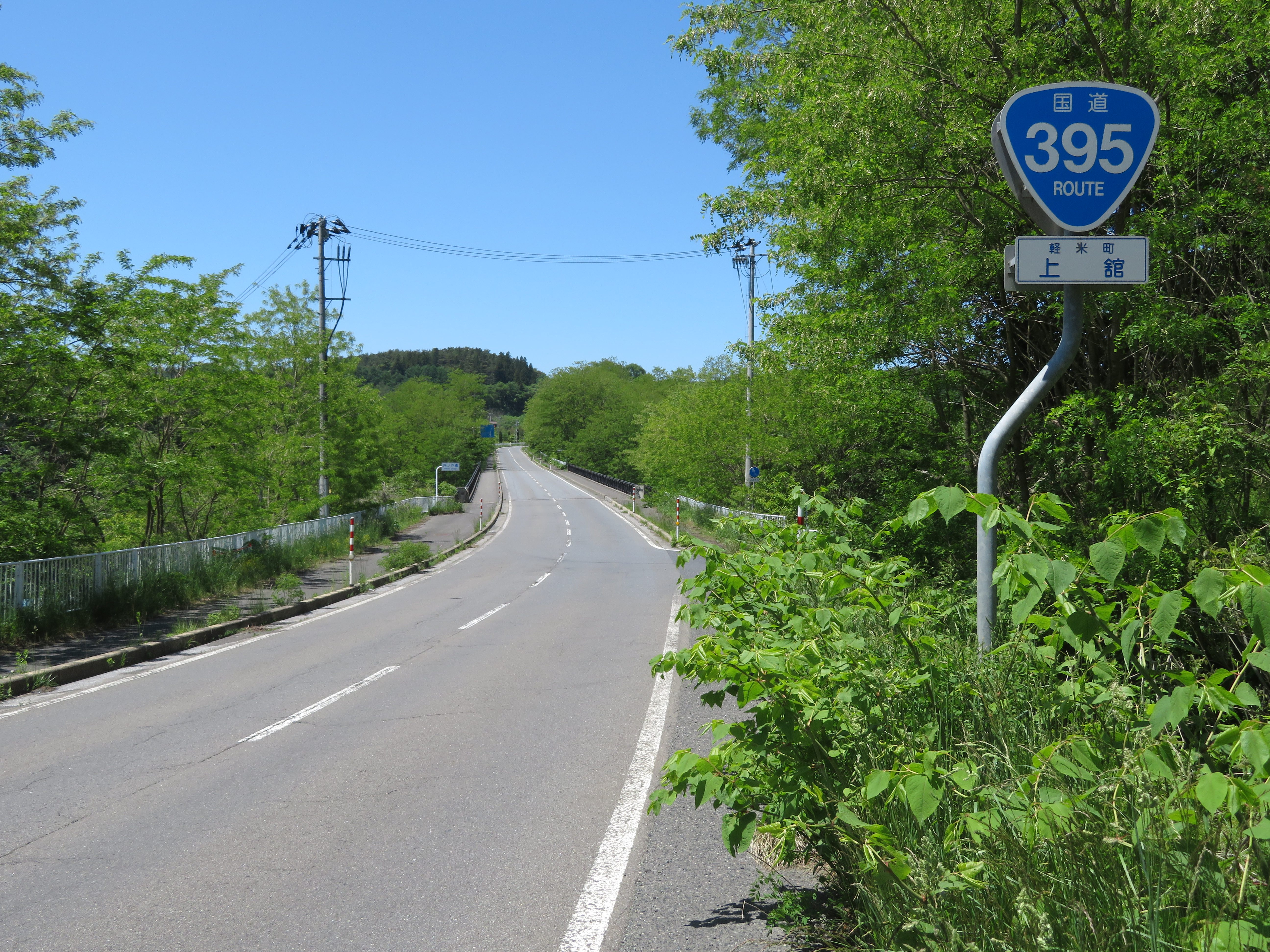
岩手県九戸郡軽米町上舘付近

## 概要
大型車両増加によりる交通渋滞の緩和や、かねてより改良が要望されていた軽米町中心部に多数ある直角コーナーおよび幅員狭小箇所を避ける目的で旧道の北東側に建設。西口は八戸自動車道軽米ICを延長したような形状である。主な土工物に雪谷川を跨ぐ日ノ戸橋など。
事業主体の岩手県が1990年度より整備を進め、1997年9月9日開通。開通に伴って旧道は、両端が県道二戸軽米線および県道戸呂町軽米線に、中間は町道にそれぞれ格下げされている。

### 路線データ
- 起点：軽米町軽米字大日向（軽米IC前、国道340号、岩手県道264号二戸軽米線交点）
- 終点：軽米町上館字岩崎（岩手県道42号戸呂町軽米線交点）